# 305287 Olegyankov
305287 Olegyankov este o planetă minoră (asteroid) din centura de asteroizi. A fost descoperită pe 6 ianuarie 2008 la Spețialnaia astrofiziceskaia observatoria RAN⁠(d) de Stanislav Aleksandrovitsj Korotkiy⁠(d). 
Obiectul prezintă o orbită caracterizată de o semiaxă mare de 2,9756941323522 UAi, o excentricitate de 0,01, o înclinație de 12,1 ° în raport cu ecliptica.